# Lecanopteris spinosa
Lecanopteris spinosa är en stensöteväxtart som beskrevs av Jermy och T. Walker. Lecanopteris spinosa ingår i släktet Lecanopteris och familjen Polypodiaceae. Inga underarter finns listade.